# 고고문화
고고학에서 문화(文化)는 인류가 오랜 역사의 발자취 속에서 자연을 통해 만들어 온, 물질 및 정신과 관계가 있는 생활 양식 전부이다.